# La carovana del luna park
La carovana del luna park (Carnival Story) è un film del 1954 diretto da Kurt Neumann.
È un film drammatico statunitense con Anne Baxter, Steve Cochran e Lyle Bettger.

## Trama
Un gruppo americano di artisti circensi e di intrattenitori di luna park, capeggiati da Charley Grayson, è in tournée in Germania. La prima notte di esibizione, Willi, una ragazza locale, affamata, sottrae i proventi della serata al cassiere Joe Hammond: riuscirà a sfruttarne solo una minima parte, sufficiente a comprarsi un würstel, perché Joe subito riacciuffa la giovane e si fa restituire il maltolto. In compenso le offre un lavoro – addetta alle cucine e alla pulizia - presso il grosso carrozzone itinerante di Grayson. Willi si innamora di Joe, e rimane legata a lui nonostante la sua evidente infedeltà.
Fra le più interessanti attrazioni della compagnia statunitense figurano - oltre a nani, donne barbute e ragazze la cui unica prerogativa è di essere semplicemente scollacciate - un gigante d'uomo: Groppo, muto, e considerato tendenzialmente uno stupido; e soprattutto il tuffatore acrobatico Frank Colloni, il cui numero consiste nell'arrampicarsi su un'interminabile scala a pioli, e gettarsi, da grande altezza, entro una grossa tinozza di soli due metri di profondità, per di più contenente acqua resa infuocata per l'aggiunta di un combustibile.
Frank propone a Willi di diventare la sua partner nell'attrazione del tuffo, - per la quale la istruisce a dovere – ma, infine, anche nella realtà. Willi accetta, pur non amandolo. Quando diventano marito e moglie Willi tenta di sottrarsi alla dipendenza dall'insano legame con Joe – che, convinto di tenerla in pugno, inizia a chiederle del denaro -, non sempre riuscendovi. Quando alla fine Joe Hammond viene allontanato dal circo Grayson, succede la tragedia: mentre Frank sta salendo, insieme alla moglie, la scala, uno dei pioli su cui poggia il piede si stacca ed egli si schianta al suolo, trtovando la morte. Joe ritorna, riesce a far breccia, di nuovo, in Willi, al solo scopo di derubarla dei non pochi risparmi che Frank aveva messo da parte per lei.
Passa del tempo, durante il quale il paparazzo Bill Vines si interessa sinceramente del benessere di Willi, quando Joe si rifà vivo, e cerca ancora di manovrare la dipendenza pseudo-amorosa della ragazza per i propri comodi. Questa volta Willi si rivela essere guarita dall'infausta infatuazione per Joe. Ne succede un alterco – durante il quale Joe confessa di aver segato egli stesso il piolo della scala, provocando l'"incidente" che ha causato la morte di Frank -, ed egli, esasperato, sta per strangolare Willi.
Le urla della ragazza non rimangono inascoltate: Groppo interviene. Non solo egli, con la sua prodigiosa forza, allontana facilmente Joe, ma lo segue attraverso l'affollato luna park fino a che l'aggressore si rifugia sulla ruota panoramica. Il sedile di Joe si arresta alla sommità della ruota: Groppo si arrampica su di essa, raggiunge Joe e lo getta al suolo, provocandone la morte. Poi ridiscende, allo stesso modo, e si consegna alla polizia.

## Produzione
Il film, diretto da Kurt Neumann su una sceneggiatura di Hans Jacoby, Kurt Neumann, Dalton Trumbo e Michael Wilson e un soggetto di Marcy Klauber, Charles Williams, fu prodotto da Frank King, Maurice King per la King Brothers Productions e la Westia Film e girato nei Bavaria Filmstudios a Grünwald, a Monaco di Baviera e a Vienna, da inizio giugno a fine luglio 1953. I titoli di lavorazione furono  Backfire e  Carnival. In contemporanea con le riprese fu girata anche una versione in lingua tedesca intitolata Rummelplatz der Liebe che fu poi distribuita in Germania nel 1954. La versione tedesca vedeva come interpreti Curd Jürgens, Eva Bartok, Bernard Wicki, Robert Freytag e Willi Rose.

## Distribuzione
Il film fu distribuito con il titolo Carnival Story negli Stati Uniti dal 16 aprile 1954 al cinema dalla RKO Radio Pictures.
Altre distribuzioni:
- in Portogallo il 7 ottobre 1954 (O Grande Espectáculo)
- in Svezia il 1º novembre 1954 (Förföraren)
- in Belgio il 5 novembre 1954 (Ceux du voyage)
- in Francia il 24 dicembre 1954 (Ceux du voyage)
- in Finlandia il 6 gennaio 1955
- in Danimarca il 30 maggio 1955 (Cirkusnætter)
- in Spagna (Apasionadamente)
- in Cile (Escalera al infierno)
- in Italia (La carovana del luna park)
- in Brasile (O Grande Espetáculo)
- in Belgio (Oproer in het circus)
- in Finlandia (Rakkauden leikkipaikka)
- in Grecia (To methysi tis sarkas)

## Critica
Secondo Leonard Maltin il film è un "melodramma romantico lento quando non scadente".

## Promozione
La tagline è: The story of a woman's shame!.